# Großsteingrab Wieschendorf
Das Großsteingrab Wieschendorf war eine megalithische Grabanlage der jungsteinzeitlichen Trichterbecherkultur bei Wieschendorf, einem Ortsteil von Dassow im Landkreis Nordwestmecklenburg (Mecklenburg-Vorpommern). Es wurde 1836 abgetragen und dabei untersucht.

## Lage
Die genaue Lage des Grabes ist nicht überliefert. In seiner Nähe befand sich ein (bronzezeitlicher?) Grabhügel.

## Beschreibung
Das Grab besaß eine Hügelschüttung mit einem Durchmesser von 30 Fuß (ca. 10 m). Der Hügel war mit zahlreichen kleinen Steinen durchsetzt. Am Boden des Hügels befand sich eine nordost-südwestlich orientierte Grabkammer mit einer äußeren Länge von 10 Fuß (ca. 3 m) und einer Breite von 6 Fuß (ca. 1,8 m). Der Innenraum war 7 Fuß (ca. 2,3 m) lang und 2,5 Fuß (ca. 0,8 m) breit. Die Kammer besaß jeweils zwei Steine an den Langseiten, einen Abschlussstein an einer Schmalseite, zwei Abschlusssteine an der anderen Schmalseite sowie zwei Decksteine. Von den beiden Decksteinen bestand einer aus rötlichem, der andere aus bläulichem Granit. Der bläuliche Stein wies mehrere Schälchen auf. Ernst Sprockhoff klassifizierte das Grab als erweiterten Dolmen, Ewald Schuldt hingegen als Großdolmen. Der Boden der Kammer war mit kleinen Steinen gepflastert. Es waren keine eindeutigen Skelettreste mehr erkennbar, lediglich eine weiße, kalkartige Ader, die als Knochenrest gedeutet wurde. Auch Grabbeigaben wurden nicht angetroffen. Der einzige Fund war ein unbearbeitetes Stück Feuerstein.